# Sainte Apolline (Zurbarán)
Sainte Apolline est une œuvre du peintre Francisco de Zurbarán, réalisée en 1636, conservée au musée du Louvre.

## Description
Le tableau représente sainte Apolline. Peinte de côté, dans une position où elle semble marcher, sainte Apolline regarde le spectateur. Le regard est indécis, à la fois intéressé et neutre. Il s'agit peut-être également d'un air de défi puisque la sainte porte la palme du martyre et soulève de sa main droite la pince qui lui a arraché les dents. Ce sont là les attributs courants de sainte Apolline, suppliciée avec la mâchoire fracturée et les dents arrachées.
Les vêtements sont somptueux et se démarquent sur un fond sombre et non défini. Il s'agit de vêtements contemporains du peintre, pratique courante comme déjà Le Caravage le faisait. La sainte est également identifiée par une inscription dans le coin inférieur gauche.
L'œuvre était destinée au couvent San José de la Merced Descalza à Séville. Elle a été acquise par le Louvre en 1867 de la collection du maréchal Soult.